# دافيد جلين جونز
دافيد جلين جونز (بالإنجليزية: Dafydd Glyn Jones)‏ هو لغوي بريطاني، ولد في 1941.